# Helena Jonason
Helena Jonason, född 1964, är en svensk artist.

## Biografi
Jonason är utbildad på Kungliga Musikhögskolan i Stockholm och jobbar sedan 1992 som sångpedagog. 
Hon har medverkat i musikaler som Les Miserables, The Phantom of the Opera, Cyrano och Kristina från Duvemåla. 2002 var Helena Jonason understudy för rollen som Svetlana i Chess på Cirkus, 2003 räknades hon som alternerare. 

## Teater

### Roller (ej komplett)
| År   | Roll           | Produktion                                          | Regi         | Teater      |
| ---- | -------------- | --------------------------------------------------- | ------------ | ----------- |
| 2005 | Nellie Forbush | South Pacific Richard Rodgers och Oscar Hammerstein | Åsa Melldahl | Malmö Opera |